# نهائي دوري أبطال إفريقيا 2008
نهائي دوري أبطال أفريقيا 2008 هي المباراة النهائية للنسخة 44 إما هي المباراة النهائية للنسخة الإثنى عشر بالنظام الجديد .
وتوج بها النادي الأهلي المصري على حساب القطن الكاميروني .
وفي هذه البطولة تفوق الأهلي على الأندية الإفريقية من حيث عدد الحصول على هذه البطولة وبالأخص الزمالك الذي كان حاصل على 5 بطولات لأن هذه البطولة كانت السادسة في تاريخ الأهلي .

## الفرق
| الفريق | وصول سابق (الخط الغليظ يشير إلى بطل تلك النسخه)    |
| ------ | -------------------------------------------------- |
| الأهلي | 7 (1982 ، 1983 ، 1987 ، 2001 ، 2005 ، 2006 ، 2007) |
| القطن  | 0                                                  |

## النهائي
| الأهلي               | 0-2   | القطن |
| -------------------- | ----- | ----- |
| جمعة 2' · فلافيو 15' | تقرير |       |

| القطن                     | 2-2 | الأهلي                   |
| ------------------------- | --- | ------------------------ |
| عبد الكريم 45' · بابا 62' |     | حسن 38' (ض.ج) · محمد 89' |